# Folke Schimanski
Folke Svante Wilhelm Schimanski, född 18 maj 1936 i Berlin, är en svensk journalist och författare.

## Biografi
Schimanski, som har en tysk far och en svensk mor, kom till Sverige med de vita bussarna i april 1945 och har gått på Solbacka läroverk. Han är bror till Vera Oredsson.
Han har avlagt filosofisk ämbetsexamen vid Lunds respektive Stockholms universitet i historia, ekonomisk historia, statskunskap, nationalekonomi och teoretisk filosofi.
Han har arbetat på Riksdagens utredningstjänst, SIDA, FN:s biståndskontor i Teheran 1965–67 och var därefter producent på Sveriges Radio, där han stod för program som Forskning ifrågasatt och Historia att minnas. 1977–1986 förestod han Bandverkstan, ett prisbelönt demokratiprojekt där allmänheten kunde göra egna radioprogram. 
Åren 1999–2006 var Schimanski kulturredaktör på Computer Sweden. Som frilansskribent har han arbetat för den engelska tidskriften New Scientist, Finanstidningen, Veckans Forskning, Baltic Worlds och Populär Historia.
Inför 2004 års val till Europaparlamentet deltog Schimanski i kampanjen för den nya Junilistan men lämnade den sedan för en period, bland annat därför att han var emot att Junilistan ställde upp i nationella val. 
Under senare år har Schimanski ägnat sig åt författarskap. De tyska städerna Weimar och Berlin skildras i breda historiska och kulturhistoriska exposéer. Ramlösa brunn som centrum för flyktingverksamhet under 1940- och 1950-talen skrevs i samband med en invigning av ett flyktingmonument i Brunnsparken. I boken De bortglömda är andra kontinenter än Europa föremål för en sorts kompletterande historia vad gäller andra världskriget. Moderns upplevelser i första världskrigets hungrande Berlin inspirerade honom till boken Mat – en krigisk historia, som skildrar hur människor ordnade sitt behov av livsmedel under framför allt 1900-talets världskrig. I den tyska antologin "Nationalsozialistische Täterschaften" (Metropol Verlag 2016) deltar han med en självbiografisk berättelse över hur det är att leva med en nazistisk far och nynazistisk syster.
Sedan 2018 är han gift med Vivi, född Spur. Han har två barn, Johan Schimanski, professor i litteraturvetenskap vid Oslo universitet, och Robin Pohlstrand Björkman, teaterproducent i Göteborg.